# Ussel, Corrèze
Ussel là một xã trong vùng Nouvelle-Aquitaine, thuộc tỉnh Corrèze, quận Ussel, tổng Ussel-Est và Ussel-Ouest. Tọa độ địa lý của xã là 45° 32' vĩ độ bắc, 02° 18' kinh độ đông. Ussel nằm trên độ cao trung bình là 630 mét trên mực nước biển, có điểm thấp nhất là 588 mét và điểm cao nhất là 781 mét. Xã có diện tích 50,37 km², dân số vào thời điểm 1999 là 10753 người; mật độ dân số là 214 người/km².

## Thông tin nhân khẩu
| 1962  | 1968  | 1975   | 1982   | 1990   | 1999   |
| ----- | ----- | ------ | ------ | ------ | ------ |
| 7 994 | 8 464 | 10 664 | 11 765 | 11 448 | 10 753 |

## Nhân vật nổi tiếng
- Jacques Chirac, chính trị gia, cựu tổng thống Pháp.

## Địa điểm tham quan
- Lâu đài Diège (Château de Diège )
- Cung Thiếu nhi (Maison de l'Enfant)